# Медаль за службу в Антарктиці (США)
Меда́ль за слу́жбу в Анта́рктиці (США) (англ. Antarctica Service Medal) — військова нагорода США для заохочення військовослужбовців, які залучалися до виконання завдань військової служби в Антарктиці. Медаль заснована 7 липня 1960 року відповідно до закону, ухваленого Конгресом США 86-го скликання цього числа. Метою заснування нагороди визначалося здійснити заміну декільком іншим нагородам, що запроваджувалися з різних приводів з 1928 по 1941 роки. Із введенням в ужиток медалі за службу в Антарктиці такі медалі вийшли з нагородної системи країни:
- Медаль «За Антарктичну експедицію Берда»;
- Медаль «За другу Антарктичну експедицію Берда»;
- Антарктична Експедиційна Медаль США.

Для заохочення медаллю за службу в Антарктиці особовий склад Збройних сил США має пройти курс тренінгу або мати проходження військової служби на Антарктичному континенті або поруч з ним на широтах нижче за 60° південної широти, протягом від 15 до 30 діб. Для льотних екіпажів, що виконують польотні завдання в Антарктиці, нараховується кожний політ за одну добу перебування в екстремальних умовах.